# جینیو ناسو
جینیو ناسو (انگلیسی: Jinyu Nasu؛ زادهٔ ۲۰ ژوئیهٔ ۱۹۹۹) بازیکن فوتبال است.